# Saint Mary Cayon
Saint Mary Cayon é uma paróquia de São Cristóvão e Neves localizada na ilha de São Cristóvão. Sua capital é a cidade de Cayon.